# Abraão José Bueno
Abraão José Bueno, nascido em 30 de novembro de 1976, é um ex-técnico de Enfermagem brasileiro acusado de ser assassino em série (serial killer) no Brasil.
Em 2005 ele foi condenado a 110 anos de prisão pelo assassinato de quatro crianças e tentativa de assassinato de outras quatro.

## Crimes
Bueno trabalhava como Técnico de enfermagem no Instituto de Puericultura Martagão Gesteira da Universidade Federal do Rio de Janeiro (UFRJ), na cidade do Rio de Janeiro, RJ, Brasil.
Em 2005, Bueno, trabalhando em uma ala das crianças, começou a injetar bebês e crianças mais velhas com overdose de sedativos, levando-os a parar de respirar. Ele então chamava os médicos para ressuscitá-los. No curso de um mês, acredita-se que até quinze crianças teriam sido alvos, todos com idades entre um e dez anos. Muitos sofriam de AIDS (SIDA) e leucemia.
Bueno foi preso em novembro de 2005. Em 15 de maio de 2008, ele foi condenado pela juíza Valéria Caldi de quatro acusações de homicídio e quatro tentativas de homicídio. Ele foi condenado a 110 anos no total.Tendo participado do Julgamento como assistente da acusação o Advogado Leandro Lima, OAB/Rio 87.313, figurando também nas ações de indenização contra União Federal onde às condenações somadas ultrapassaram a casa de R$ 3.000.000.00.
Acredita-se que Bueno cometeu seus crimes para que pudesse ser o primeiro a notar um problema com um paciente e assim ganhar o respeito e a admiração de seus colegas de trabalho.